# 1908年6月28日日食
1908年6月28日日食是一次日環食，發生於1908年6月28日。新月當天（即朔日），地球上觀測到月球和太阳的角距離極小，此時月球如果恰好在月球交點附近，穿過太阳和地球之間，與地球、太阳接近一直線，則會出現日食。月球穿過太阳和地球之間，但距地球較遠，本影未能接觸地表，而使偽本影覆蓋的區域內看到月球的角直徑小於太陽，就形成日環食，同時在偽本影兩側數千公里的半影範圍內形成日偏食。此次日環食經過了墨西哥、美国、法屬西非、英屬黃金海岸，日偏食則覆蓋了北美洲大部分和大西洋中北部兩岸部分地區。

## 日食概況

### 出現區域
馬克薩斯群島、萊恩群島、克拉里翁島、克利珀頓島之間的太平洋東部洋面在日出時最先看到日環食。隨後月球偽本影向東北移動，斜貫墨西哥，進入墨西哥灣，再跨過美国佛羅里達州，在百慕大西南約230公里的洋面達到最大食分。此後偽本影逐漸轉向東南，跨越大西洋後登上非洲西部，最終在日落時分結束於英屬黃金海岸（今加纳）北部。
偽本影經過的陸地依次包括：
- 墨西哥：米卻肯州中南部、格雷羅州西北部、瓜納華托州東南部、墨西哥州中北部、聯邦區北端、克雷塔羅州南部、伊達爾戈州除南北兩端外的大部、聖路易斯波托西州極東南端、普埃布拉州北部，自西南向東北斜貫韋拉克魯斯州北部，其中墨西哥城處於環食帶南緣，市區西北部能看見環食，是此次環食帶涉及的唯一首都（環食帶還覆蓋了今马里首都巴馬科，但當時马里隸屬於法屬西非）；
- 美国：自西南向東北貫穿佛羅里達州；
- 法屬西非：經過今毛里塔尼亚西南部和塞内加尔北部，自西北向東南斜貫马里西南部、布吉納法索西南部，其中包括今马里首都巴馬科；
- 英屬黃金海岸：今加纳西北地區除西南角外的絕大部分、東北地區西半部、北部地區西北部。[3][4]

除了上述狹窄的環食帶內能看到日環食之外，月球半影覆蓋範圍內都能看到日偏食，包括加拿大東南半部、紐芬蘭自治領（今加拿大紐芬蘭與拉布拉多省）、圣皮埃尔和密克隆、格陵兰南部、美国、百慕大、中美洲、南美洲北部、西欧除蘇格蘭北端和比利时東北角外的絕大部分、中欧西南部、南欧除東北部外的大部、北非中西部、西非、中非西北側。

### 基本參數
- 類型：日環食
- 食甚中心處（位於百慕大西南約230公里的北大西洋）資料：
  - 時間：1908年6月28日16:29:42.7
  - 地點：31°26.3′N 67°9.8′W / 31.4383°N 67.1633°W
  - 食分：0.9655（環食帶內最大）
  - 日環食持續時間：3分59.9秒

## 相關的日食

### 1906-1909年的日食
月球交替位於相對的月球交點時，以半個交點年（食年），即約177天又4小時間隔出現下列日食。
註：1906年2月23日和1906年8月20日的日偏食屬於上一組交點年系列。
| 升交點   | 升交點                   |          | 降交點                    | 降交點 |
| 沙羅周期 | 地圖                     | 沙羅周期 | 地圖                      |        |
| 115      | 1906年7月21日 偏食（南） | 120      | 1907年1月14日 全食        |        |
| 125      | 1907年7月10日 環食       | 130      | 1908年1月3日 全食         |        |
| 135      | 1908年6月28日 環食       | 140      | 1908年12月23日 全環食     |        |
| 145      | 1909年6月17日 全環食     | 150      | 1909年12月12日 偏食（南） |        |

### 沙羅周期
沙羅周期長度為18年11天。本次日食屬於沙羅周期135，共包含71次日食，依次為1331年7月5日至1493年10月10日的10次日偏食、1511年10月21日至2305年2月24日的45次日環食、2323年3月8日至2341年3月18日的2次全環食（亦稱混合食）、2359年3月29日至2449年5月22日的6次日全食、2467年6月2日至2593年8月17日的8次日偏食，總共歷時1262.11年。其中最長的全食發生於2431年5月12日，共持續2分27秒。
下表列舉了1901年至2100年間發生的屬於該周期的日食，是第33至43次：
| 33            | 34             | 35            |
| ------------- | -------------- | ------------- |
| 1908年6月28日 | 1926年7月9日   | 1944年7月20日 |
| 36            | 37             | 38            |
| 1962年7月31日 | 1980年8月10日  | 1998年8月22日 |
| 39            | 40             | 41            |
| 2016年9月1日  | 2034年9月12日  | 2052年9月22日 |
| 42            | 43             |               |
| 2070年10月4日 | 2088年10月14日 |               |

## 資料來源
1. ↑  樊忠玉. . 中国天文科普网.   [2016-04-05]. （原始内容存档于2014-09-17）.
2. 1 2  Fred Espenak. . NASA Eclipse Web Site.   [2016-04-05]. （原始内容存档于2020-10-20）.（英文）
3. ↑  Fred Espenak. . NASA Eclipse Web Site.   [2016-04-05]. （原始内容存档于2020-10-23）.（英文）
4. ↑  Xavier M. Jubier. .   [2016-04-05]. （原始内容存档于2016-10-26）.（法文）（英文）
5. ↑  Fred Espenak. . NASA Eclipse Web Site.   [2016-04-05]. （原始内容存档于2017-12-28）.（英文）
6. ↑  Fred Espenak. . NASA Eclipse Web Site.（英文）

## 外部連結
- NASA日食專頁（页面存档备份，存于）（英文）
- 可見區域圖和時間統計：由弗雷德·埃斯佩纳克做出的日食預報，NASA/GSFC
  - Google互動地圖呈現的日食範圍
  - 貝塞爾元素
- Google地圖顯示的日環食和日偏食範圍（页面存档备份，存于）（法文）（英文）

| \| \| 日食 \|                            |                              |                                            |
| 上一次日食： 1908年1月3日日食 （日全食） | 1908年6月28日日食 （日環食） | 下一次日食： 1908年12月23日日食 （全環食） |
| 上一次日環食： 1907年7月10日日食         | 1908年6月28日日食 （日環食） | 下一次日環食： 1911年10月22日日食          |
|                                          | 日食                         |                                            |